# Theo, wir fahr’n nach Lodz

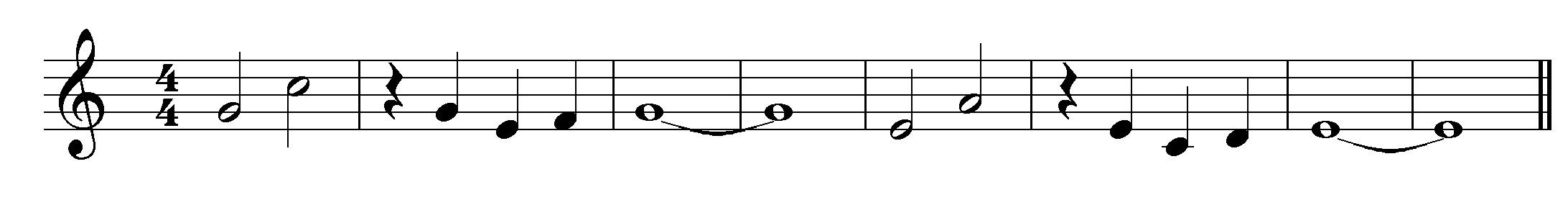
Das markante Eröffnungsmotiv des Liedes

Theo, wir fahr’n nach Lodz ist ein von Vicky Leandros gesungener Schlager aus dem Jahr 1974. Er wurde in Deutschland ein Nummer-eins-Hit. Das Lied geht auf Rosa, wir fahr’n nach Lodz von Fritz Löhner-Beda und Artur Marcell Werau aus dem Jahr 1915 zurück. Möglicherweise geht dieses „Marsch-Couplet“ wiederum auf ein jiddisches Lied aus Łódź zurück, doch fehlen Dokumente, die das eindeutig belegen.

## Geschichte

### Ursprünge
Gemäß Hanswilhelm Haefs greift das Lied „Strukturen eines alten kroatischen Landsknechtsliedes aus dem 30jährigen Krieg“ auf. Andere Quellen sprechen von einem ungarischen Volkslied, das möglicherweise aus dieser Zeit stamme.
Es wird in verschiedenen Veröffentlichungen berichtet, dass ein jiddisches Lied mit der Titelzeile „Itzek (Yitzchak), komm mit nach Lodz“ in diversen Variationen schon vor dem Ersten Weltkrieg oder auch bereits im 19. Jahrhundert von jüdischen Bewohnern der polnischen Stadt Łódź und ihrer Umgebung gesungen worden sei. Es habe sich um eine spöttische Referenz auf die damals zur Industriemetropole aufsteigende Stadt gehandelt, die der polnische Schriftsteller Władysław Reymont 1896 in seinem Roman Das gelobte Land als ein Monstrum des Kapitalismus dargestellt hatte (vgl. auch Lodzermensch). In diesem Lied sei die arme jüdische Bevölkerung „halb ernsthaft, halb spöttisch“ aufgefordert worden, das Dorf zu verlassen und in die Metropole zu kommen. Auch von einer deutschsprachigen Variation wird berichtet: „Leo, wir geh’n nach Lodz, wir bau’n ein Haus und eine Fabrik“. Sie soll ironisch Aufstiegssehnsüchte und -wünsche der deutschsprachigen Bevölkerung reflektiert haben.
Diese Berichte berufen sich durchweg auf eine Veröffentlichung des Schriftstellers Valentin Polcuch (1911–1989). Polcuch schrieb, die Versionen dieses Schmonzes-Liedchens seien sehr zahlreich gewesen, hätten aber alle das Thema der eitlen Hoffnung der Zuzügler auf Erfolg und des Spotts über die Anwerber der Webereien in der Großstadt variiert. Noch Ende der 1950er Jahre habe es einen Zeugen gegeben, der als „Kapellmeister und Hausphotograph“ mit den Lodzer Großunternehmern Julius Heinzel, Julius Kunitzer und Oskar Kohn verbunden gewesen war. Dieser habe „aus seiner Lodzer Erinnerung die vielen Ursprünge des Liedes aufzeigen“ können.

### Österreichischer Kriegsschlager: Rosa, wir fahr’n nach Lodz

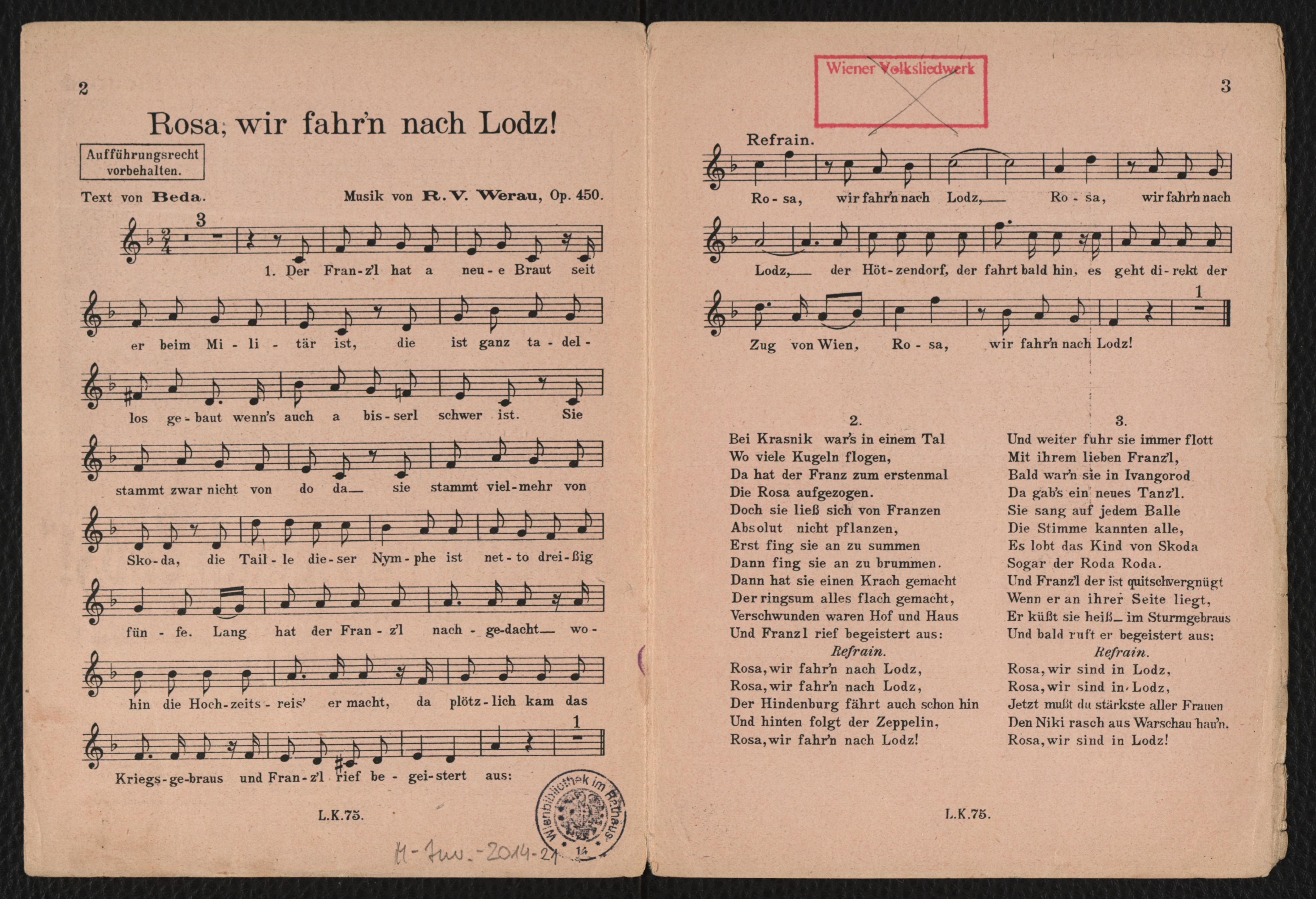
Druck von Noten und Text von Rosa, wir fahr’n nach Lodz, 1915

Zum ersten Mal dokumentarisch fassbar wurde eine Version des Liedes zu Beginn des Ersten Weltkriegs. Damals veröffentlichten der österreichische Operettenlibrettist Fritz Löhner-Beda und der österreichische Komponist Artur Marcell Werau ihren Titel Rosa, wir fahr’n nach Lodz. Dabei handelte es sich um ein Soldatenlied („Marsch-Couplet“), einen „Hymnus über unsere 30,5 ctm. Mörser, genannt Rosa“, den 30,5-cm-Mörser des Österreichisch-Ungarischen Heeres, der von der böhmischen Rüstungsfirma Škoda hergestellt wurde – das Gegenstück zu Krupps „dicker Bertha“ in Deutschland. Der Liedkomponist Artur Marcell Werau starb 1931, der Texter Fritz Löhner-Beda wurde 1942 im KZ Auschwitz von den Nazis ermordet.
Der Text steht offenkundig im Zusammenhang mit der Schlacht um Łódź Ende 1914. In der ersten Strophe wird ein „Franzl“ vorgestellt, der eine neue Braut habe, eben diese schwere Waffe „Rosa“. Mit dieser Braut trete er zusammen mit dem Chef des österreichisch-ungarischen Generalstabs Franz Conrad von Hötzendorf und dem deutschen Generalfeldmarschall Paul von Hindenburg die Reise nach Łódź an. Es werden die Schlacht von Kraśnik und Kämpfe um Ivangorod erwähnt, in denen „Rosa“ durchschlagende Wirkung gehabt habe. Nach der dritten und letzten Strophe wandelt sich der Refrain: „Rosa, wir sind in Lodz.“ Nun müsse „die stärkste aller Frauen“ nur noch den Zaren Nikolaus („Niki“) aus Warschau vertreiben.
Diese Fassung des Liedes wurde mehrfach auf Schellackplatte aufgenommen, sowohl in deutscher als auch in ungarischer Sprache. Sie stand daher im Ersten Weltkrieg auf dem Musikmarkt der Mittelmächte Deutschland und Österreich-Ungarn für ein breites Publikum zur Verfügung.

### Schlager in der Bundesrepublik: Theo, wir fahr’n nach Lodz
Rosa, wir fahr’n nach Lodz wurde in der 13-teiligen ORF-Fernsehserie Die Abenteuer des braven Soldaten Schwejk dem Vergessen entrissen, die ab Februar 1972 in Österreich und Deutschland ausgestrahlt wurde. In der sechsten Folge, ausgestrahlt am 23. Februar, sang Heinz Petters in der Rolle des Oberleutnants Lukasch das Lied und begleitete sich selbst am Klavier. Auf diesem Weg lernte auch der Schlagerkomponist Leo Leandros, der Vater von Vicky Leandros, Text und Melodie kennen. Er beauftragte den Hamburger Texter und Musikproduzenten Klaus Munro, einen neuen Text zur Melodie zu verfassen. Munro beließ es bei dem Bezug auf Łódź und orientierte sich wieder an der Landfluchtszene, die den Originaltext beherrschte. Leandros und Munro übernahmen die Melodie und die Prosodie des Refrains, kürzten aber die Strophen stark und veränderten dort auch die musikalische Gestaltung deutlich.
Leo Leandros fungierte als Produzent bei Theo, wir fahr‘n nach Lodz und ließ sich von den Widerständen des Labels Philips Phonogram nicht beirren. Dort war man vom Text nicht überzeugt; er entspreche weder dem Zeitgeist noch dem Image von Vicky Leandros. Sie war eher auf mediterran orientierte und romantische Balladen spezialisiert.
Der fanfarenartig sequenzierte Melodieverlauf des Eröffnungsmotivs ist für einen Schlager sehr ungewöhnlich und gibt dem Stück aber eine markante und wiedererkennbare Charakteristik. Der humoristische, leicht ironisch gefärbte Tonfall des Stücks erhält wiederum durch den Gegensatz des „zivilen“ Texts zu der „martialischen“ Musik einen geschickten Ausgleich.

## Veröffentlichung und Erfolg

Vicky Leandros: Theo, wir fahr’n nach Lodz. Vinyl-Single, 1974

Die Single Theo, wir fahr‘n nach Lodz/Du und ich und der Himmel wurde im April 1974 veröffentlicht, und die A-Seite hatte am 16. Mai ihr Fernsehdebüt in der Starparade. Die Platte verkaufte sich bis Juli 400.000 Mal, wurde in Deutschland erstmals am 27. Mai 1974 in den deutschen Singlecharts notiert und blieb dort für 28 Wochen (davon 18 Wochen in den Top 10). Für eine Woche platzierte sich das Stück auf Rang eins und wurde zum Sommerhit. Es blieb für Leandros der einzige Nummer-eins-Hit in Deutschland. 
Im selben Jahr veröffentlichte der bayerische Sänger Balthasar eine Parodie (Marie, mir bleim dahoam), ebenso die hessische Band Adam und die Micky’s (Heini, wir fahr’n nach Bonn). Theo, wir fahr’n nach Lodz gehörte 1975 zum Soundtrack der Derrick-Folge Alarm auf Revier 12. Von Otto Waalkes wurde das Lied in seiner Parodie des Wort zum Sonntag aufgegriffen.
Von Leandros’ Interpretation wurde auch eine amerikanische Version produziert (unter dem Titel Henry, Let’s Go to Town), die Briten kennen das Lied als Danny, Teach Me to Dance. Die französische Version Théo, on va au bal wurde in Kanada und Frankreich veröffentlicht. Diese Versionen verzichten durchweg auf einen Ortsnamen. 
In Polen wurde das Lied erst 2009 einer breiteren Öffentlichkeit bekannt, als es für einen deutschsprachigen Werbefilm des städtischen Tourismusamtes Łódź eingesetzt wurde. Hier wird der Ortsname Łódź jedoch, anders als von Vicky Leandros, in polnischer Aussprache gesungen. Der Film wurde auf der Internationalen Tourismus-Börse Berlin mit einem Preis ausgezeichnet.
| ChartsChartplatzierungen | Höchstplatzierung | Wochen/ Monate |
| ------------------------ | ----------------- | -------------- |
| Deutschland (GfK)        | 1 (27 Wo.)        | 27 Wo.         |
| Österreich (Ö3)          | 15 (2 Mt.)        | 2 Mt.          |
| Schweiz (IFPI)           | 5 (11 Wo.)        | 11 Wo.         |

| ChartsJahrescharts (1974) | Platzierung |
| ------------------------- | ----------- |
| Deutschland (GfK)         | 3           |

## Notenausgaben
- Artur Marcell Werau (Musik), Fritz Löhner-Beda (Text): Rosa, wir fahr'n nach Lodz! Marsch-Couplet (Hymnus über unsere 30,5 ctm. Mörser genannt „Rosa“); op. 450 von Werau. Krenn, Wien o. J. Titelblatt, Text und Noten, Digitalisate in der Wienbibliothek im Rathaus
- Theo, wir fahr'n nach Lodz (Rosa, wir fahr'n nach Lodz). Bearbeitung: Leo Leandros, Klaus Munro. Arrangement: Klaus Munro. Originaltext: Beda. Subtext: L. Leandros, K. Munro. Für Gesang und Klavier oder Akkordeon. Wiener Musikproduktion, Wien 1974

## Tonaufnahmen
- Rosa, wir fahr’n nach Lodz. Favorite Record 1–025184, Matr. 177, o. J. (wahrscheinlich 1915). Mit dem Favorite-Orchester Wien und Karl Ujváry (Gesang). Audio-Datei auf mediathek.at
  - Rózsi, Lodzba megyünk. Favorite Record 1–23658, Matr. 178 und 198 (wahrscheinlich 1915). Mit dem Favorite-Orchester und einem unbekannten Chor. Audio-Datei auf gramofononline.hu. Es wird nur der Refrain gesungen (in ungarischer Sprache)
- Theo, wir fahr’n nach Lodz/Du und ich und der Himmel. Philips Phonogram 6000 143, 1974. Produzent: Leo Leandros. Mit Vicky Leandros (Gesang)
  - Théo, On Va Au Bal/L'Amour Est Rouge. Philips 6000 148, 1974. Mit Vicky Leandros (Gesang). A-Seite: französischer Text von Pierre-André Dousset. B-Seite: französische Version von Rot ist die Liebe
  - Henry, Let's Go To Town/Our Love Is Brighter Than The Starlight. Philips 6000 150, 1974. Mit Vicky Leandros (Gesang). A-Seite: englischer Text von Jack Lloyd. B-Seite: englische Version von Kein Stern strahlt heller als die Liebe
  - Danny, Teach Me to Dance/Love Me Tender. Philips 6000 408, 1974. Mit Vicky Leandros (Gesang). A-Seite: englischer Text von Bryan Blackburn
  - Marie, mir bleim dahoam/Pedro (Montagmorgen Im Hofbräuhaus). Jupiter Records 13 575 AU, 1974. Mit Balthasar (Gesang). A-Seite: deutscher Text von Kurt Hertha